# Dubăsari
Dubăsari, en russe Doubossary, chef-lieu du raion de Dubăsari, est une ville de la Moldavie, qui se trouve à l'est (rive gauche) du fleuve Dniestr, dans la région séparatiste de Transnistrie. Dubăsari signifie « coracliers » en roumain : c'était un point de traversée du fleuve, et les coracles (dubase) y étaient construits et utilisés. À l'époque soviétique, comme pour la plupart des toponymes de Moldavie, une étymologie moldo-tatare a été avancée (Dîmbu-sarî du roumain Dîmb = "butte" et du tatar sarı = "jaune"). Sa population en 2010 est de 25 714 habitants.

## Histoire
L'endroit a toujours été un point de passage du Dniestr, et de ce fait, son histoire est particulièrement agitée. Des restes archéologiques des gètes et des scythes (VIe – IVe siècles avant notre ère) ont été trouvés aux abords de la ville. Le fleuve était une importante voie de communication entre la mer Baltique (par la Vistule et le San) et la mer Noire, c'est-à-dire entre l'Europe du Nord hanséatique et Byzance : l'ambre, les peaux, le bois, la soie, du vin transitaient par ici. Carpes, Goths, Huns, Avars, Slaves, Onogours, Bulgares, Varègues, Russes, Magyars, Petchénègues, Coumans dits Polovtses, Tatars, Génois, Moldaves, Polonais et Lituaniens, Turcs ont cherché à contrôler la région.
Le village est signalé au début du XVIIIe siècle et fait alors partie de la province turque du Yedisan. Par le traité d'Iași, signé le 29 décembre 1791 (9 janvier 1792 dans le calendrier grégorien), il est intégré dans l'Empire russe (qui appelle la localité Дубоссары, Doubossary et lui confère le statut de ville en 1795). Dubăsari est alors tournée vers l'exploitation du bois.
En 1910, la ville fait partie de l'ouïezd de Tiraspol du gouvernement de Kherson en Nouvelle Russie. C'est un bourg commercial de 1 427 bâtiments, dont 1037 de pierre, 5 églises, une synagogue, 5 écoles primaires. 447 habitants, moldaves pour moitié, russes, ukrainiens et juifs pour l'autre moitié, ont le droit de vote censitaire pour l'élection de la municipalité. Il y a trois médecins en exercice, un office notarial, deux caisses d'épargne, quatre assureurs. En 1912, on ouvrit une fabrique de traitement du tabac.
La Première Guerre mondiale et la guerre civile russe ravagent Dubăsari. Au printemps 1917, les troupes russes débandées pillent les entrepôts puis la ville voit passer successivement durant cinq ans des troupes tsaristes, bolchéviques, allemandes, ukrainiennes, franco-roumaines et à nouveau bolchéviques, vivant toutes de réquisitions.
En 1922, lorsque l'Union des républiques socialistes soviétiques est fondée, la ville est quasiment dépeuplée. Durant les dix-huit ans qui suivent, elle devient une base des garde-frontières chargés d'intercepter les personnes fuyant le bolchévisme vers la Bessarabie désormais roumaine, où les attend l'« Office international Nansen pour les réfugiés » : Russes blancs, anciens aristocrates, bourgeois, marchands (dont un grand nombre de juifs russes), soi-disant « koulaks », intellectuels, indépendantistes ukrainiens, anarchistes, paysans affamés, tous indistinctement classés comme « éléments contre-révolutionnaires ». Certains parviennent à passer à la nage ou sur la glace, surtout de nuit, mais bien rares sont ceux qui parviennent à emporter quelque bagage, et beaucoup sont tués, noyés, ou capturés et envoyés au Goulag : parmi ceux qui s'échappent, plus d'un est rançonné par les garde-frontière roumains avant d'être pris en charge par l'office Nansen.
En 1924, la ville fait partie de la république socialiste soviétique d'Ukraine et, au sein de celle-ci, de la république socialiste soviétique autonome moldave.
À partir du 29 juin 1940, la Bessarabie étant devenue soviétique à son tour, Dubăsari cesse d'être zone-frontière militarisée et commence à se repeupler, mais le 27 juillet 1941, la ville est conquise par l'armée du Troisième Reich et occupée par un bataillon roumain aux ordres du régime fasciste d'Ion Antonescu. Les occupants germano-roumains ratissent la population juive des environs, la regroupent dans un ghetto à l'emplacement de l'usine de tabac et du quartier attenant, et l'y exterminent : entre le 12 septembre et le 28 septembre 1941, environ 7 000 personnes furent fusillées. En mars 1944, l'Armée rouge revient à Dubăsari et découvre 12 charniers de quinze mètres de long. La ville est à nouveau dépeuplée.
Depuis 1945, rendue à la vie civile, Dubăsari se repeuple, mais ce sont surtout, à partir de 1951, les travaux de construction du barrage hydroélectrique sur le Dniestr qui vont permettre un véritable essor démographique. Dubăsari devient une petite ville industrielle soviétique de vingt mille habitants, dans la république socialiste soviétique moldave, où, après la déstalinisation (1956), règnent enfin la paix et la sécurité, après soixante ans de terreur et de violences...
Mais, au moment de l'indépendance de la Moldavie en août 1991, les russophones de la rive gauche du Dniestr n'entendent pas devenir citoyens de ce nouvel état, font sécession, et la ville est à nouveau touchée par des tirs croisés lors de la Guerre du Dniestr en 1992. Depuis cette période, la ville et sa région sont sous contrôle du gouvernement séparatiste de Transnistrie, et la traversée du fleuve est interdite aux habitants, ce qui isole économiquement Dubăsari.

## Population
Selon le recensement de 2004, la ville abrite 23 650 habitants, dont 8 954 Moldaves, 8 062 Ukrainiens, 5 891 Russes, 153 Biélorusses, 104 Bulgares, 90 Arméniens, 49 Polonais, 66 Gagaouzes, 46 Juifs, 39 Allemands, 31 Tziganes, et 165 d'ethnies non-déclarées.

## Personnalités liées à la ville
- Felix Lihtgoltz (ro), chirurgien, ayant fondé en Allemagne une ONG pour aider les orphelins et les services de pédiatrie en Moldavie.

## Source
- (ru) Cet article est partiellement ou en totalité issu de l’article de Wikipédia en russe intitulé « Дубоссары » (voir la liste des auteurs).